# ب‌ام‌و سری ۶ (ای۶۳)

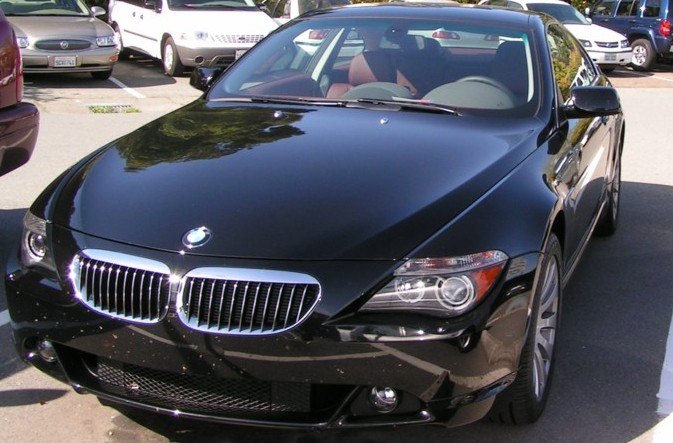

ب‌ام‌و سری ۶ (ای۶۳) (BMW 6 Series (E63)) یک خودرو از سری شش بی ام دبلیو است که در سال‌های ۲۰۰۳ تا ۲۰۱۰در آلمان تولید شده‌است. سیستم جعبه‌دندهٔ آن ۶ دنده به صورت دستی است.